# Listen (Jordan Rudess)
| Recensione | Giudizio |
| ---------- | -------- |
| AllMusic   |          |

Listen è il primo album in studio del tastierista statunitense Jordan Rudess, pubblicato il 1º gennaio 1993 dalla Invincible Records.

## Tracce
Testi e musiche di Jordan Rudess.
1. Listen to the Voice – 3:51
2. Inspiration – 5:15
3. Beyond the Shoreline – 4:32
4. Fade Away – 4:30
5. It's a Mystery – 6:47
6. Feel the Magic – 6:23
7. Invisible Child – 5:58
8. Across the Sky – 7:17
9. Take Time – 7:45
10. Danielle – 5:00
11. Boogie Wacky Woogie – 2:30

## Formazione
- Jordan Rudess – voce, tastiera

Altri musicisti
- Barbara Bock – voce
- Chris Amelar – chitarra
- Jim Simmons – basso
- Ken Mary – batteria